# The Rugby Championship 2013
El Rugby Championship 2013 fue la segunda competencia anual del Rugby Championship entre las selecciones de rugby de Australia, Nueva Zelanda, Sudáfrica y Argentina.
Esta edición comenzó el 17 de agosto y terminó el 5 de octubre. El seleccionado neozelandés se coronó campeón del Rugby Championship.

## Modo de disputa
El torneo se disputa con el sistema de todos contra todos a dos series, de ida y vuelta. Cada partido dura 80 minutos divididos en dos partes de 40 minutos.
Los cuatro participantes se agrupan en una tabla general teniendo en cuenta los resultados de los partidos mediante un sistema de puntuación, la cual se reparte:
- 4 puntos por victoria.
- 2 puntos por empate.
- 0 puntos por derrota.

También se otorga punto bonus, ofensivo y defensivo:
- El punto bonus ofensivo se obtiene al marcar cuatro (4) o más tries.
- El punto bonus defensivo se obtiene al perder por una diferencia de hasta siete (7) puntos.

Para determinar la posición de cada equipo, se utiliza la cantidad de puntos obtenidos y en el caso de que exista un empate en puntos, la posición se determinará a favor de aquel equipo que cumpla con el siguiente listado, y de no existir diferencia, la posición se sorteará.
1. Más cantidad de victorias obtenidas.
2. Más cantidad de victorias contra el otro equipo en cuestión.
3. Mayor diferencia de puntos (puntos a favor menos puntos en contra).
4. Mayor diferencia de puntos (puntos a favor menos puntos en contra) en los partidos entre ambos equipos.
5. Mayor cantidad de tries anotados en la competencia.

## Equipos participantes
| Argentina | Australia | Nueva Zelanda | Sudáfrica  |
| --------- | --------- | ------------- | ---------- |
| Pumas     | Wallabies | All Blacks    | Springboks |

## Tabla de posiciones
| Posición | Equipos       | Partidos | Partidos | Partidos | Partidos | Puntos  | Puntos    | Puntos | Bonus    | Bonus     | Puntos |
| Posición | Equipos       | PJ       | PG       | PE       | PP       | A favor | En contra | Dif    | Ofensivo | Defensivo | Puntos |
| -------- | ------------- | -------- | -------- | -------- | -------- | ------- | --------- | ------ | -------- | --------- | ------ |
| 1        | Nueva Zelanda | 6        | 6        | 0        | 0        | 202     | 115       | +87    | 4        | 0         | 28     |
| 2        | Sudáfrica     | 6        | 4        | 0        | 2        | 203     | 117       | +86    | 3        | 0         | 19     |
| 3        | Australia     | 6        | 2        | 0        | 4        | 133     | 170       | -37    | 1        | 0         | 9      |
| 4        | Argentina     | 6        | 0        | 0        | 6        | 88      | 224       | -136   | 0        | 2         | 2      |

|  |                                      |
|  | Campeón del Rugby Championship 2013. |

## Resultados
BO: Punto de bonificación ofensivo.
BD: Punto de bonificación defensivo.
Primera fecha
| 17 de agosto, 20:05 (UTC+10) | Australia | 29 - 47 BO | Nueva Zelanda | ANZ Stadium, Sídney                                       |  |
|                              |           |            |               | Asistencia: 68,765 espectadores Árbitro(s): Craig Joubert |  |

| 17 de agosto, 17:00 (UTC+2) | Sudáfrica | BO 73 - 13 | Argentina | FNB Stadium, Johannesburgo                                |  |
|                             |           |            |           | Asistencia: 52,867 espectadores Árbitro(s): Chris Pollock |  |

Segunda fecha
| 24 de agosto | Nueva Zelanda | 27 - 16 | Australia | Westpac Stadium, Wellington |  |

| 24 de agosto | Argentina | BD 17 - 22 | Sudáfrica | Estadio Malvinas Argentinas, Mendoza |  |

Tercera fecha
| 7 de septiembre | Nueva Zelanda | 28 - 13 | Argentina | Waikato Stadium, Hamilton |  |

| 7 de septiembre | Australia | 12 - 38 BO | Sudáfrica | Suncorp Stadium, Brisbane |  |

Cuarta fecha
| 14 de septiembre | Nueva Zelanda | BO 29 - 15 | Sudáfrica | Eden Park, Auckland |  |

| 14 de septiembre | Australia | 14 - 13 BD | Argentina | Subiaco Oval, Perth |  |

Quinta fecha
| 28 de septiembre | Sudáfrica | 28 - 8 | Australia | Estadio Newlands, Ciudad del Cabo |  |

| 28 de septiembre | Argentina | 15 - 33 BO | Nueva Zelanda | Estadio Ciudad de La Plata, La Plata |  |

Sexta fecha
| 5 de octubre, 17:00 (UTC+2) | Sudáfrica                                                                                            | BO 27 - 38 BO | Nueva Zelanda                                                                                           | Coca-Cola Park, Johannesburgo                           |                                                         |
|                             | Tries Habana 17′, 19′ Le Roux 46′ De Villiers 57′ Conversiones M. Steyn 18′, 47′ Penales M. Steyn 9′ |               | Tries Smith 11′ Messam 25′, 40′ Barrett 60′ Read 64′ Conversiones Cruden 12′, 25′, 40′ Barrett 61′, 65′ | Asistencia: 60,634 espectadores Árbitro(s): Nigel Owens | Asistencia: 60,634 espectadores Árbitro(s): Nigel Owens |

| 5 de octubre, 19:40 (UTC-3) | Argentina                                                                     | 17 - 54 BO | Australia | Estadio Gigante de Arroyito, Rosario                     |                                                          |
|                             | Tries Bosch 36' Landajo 48' Conversiones Sánchez 37', 48' Penales Sánchez 28' | Reporte    | Tries Folau 2', 34', 41' Ashley-Cooper 32' Tomane 63' Robinson 73' Foley 78' Conversiones Lealiifano 3', 35' Cooper 42' Foley 74', 79' Penales Lealiifano 24', 30' Cooper 55' | Asistencia: 28,570 espectadores Árbitro(s): Wayne Barnes | Asistencia: 28,570 espectadores Árbitro(s): Wayne Barnes |

| Bandera de Nueva Zelanda             |
| Campeón Nueva Zelanda Segundo título |

## Estadísticas individuales
| Morné Steyn          | 6 | 88 |
| Christian Lealiifano | 6 | 64 |
| Ben Smith            | 6 | 40 |
| Aaron Cruden         | 6 | 37 |
| Nicolás Sánchez      | 6 | 33 |

| Ben Smith              | 6 | 8 |
| Israel Folau           | 6 | 5 |
| Bryan Habana           | 6 | 3 |
| Juan Manuel Leguizamón | 6 | 3 |
| Kieran Read            | 6 | 3 |